# Fútbol en Bulgaria

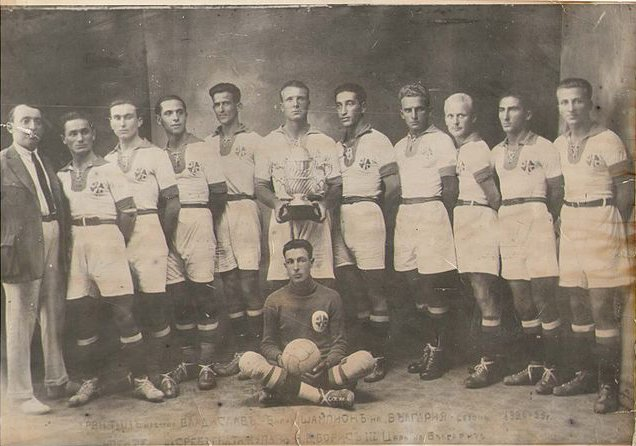
El Vladislav Varna en una imagen de 1925 con la copa de campeones de liga de ese año. El club fue el primer campeón de Bulgaria, ya que el primer torneo de 1924 no se finalizó.

El fútbol es el deporte más popular de Bulgaria. La Unión de Fútbol de Bulgaria (en búlgaro: Български футболен съюз, BFU), fundada en 1923, es el organismo que regula el fútbol búlgaro y es miembro de la FIFA y UEFA. La Unión gestiona la A PFG, la máxima competición a nivel de clubes del país, la Copa de Bulgaria y la selección de fútbol de Bulgaria.

## Historia
El fútbol fue introducido en Bulgaria en 1893-1894 por profesores de gimnasia suizos invitados al país. En 1894, se disputó un partido de fútbol en un Instituto masculino de Varna organizado por Georges de Regibus y el fútbol llegó a Sofía el año siguiente gracias a Charles Champaud. Las reglas futbolísticas fueron publicadas en búlgaro por los profesores suizos a través de la revista Uchilishten pregled en 1897 y continuó su escalada de popularidad en el siglo XX.
Entre los fundadores, en 1905, del equipo turco del Galatasaray S.K. se encontraba el estudiante búlgaro del Instituto Galatasaray Blagoy Balakchiev. El primer club de fútbol búlgaro se fundó en la capital Sofía en 1909 por iniciativa de Sava Kirov. El PFC Botev Plovdiv se fundó en 1912, el PFC Slavia Sofia en 1913 y el PFC Levski Sofia en 1914.

## Crimen y corrupción
En la década 2003 - 2013, fueron asesinados 15 directivos de equipos de la primera división búlgara.
Un cable diplomático estadounidense escrito en 2010 y filtrado por WikiLeaks afirmaba que, desde el final del comunismo, en el fútbol búlgaro abundan las "acusaciones de apuestas ilegales, partidos amañados, lavado de dinero y evasión fiscal". Este deporte se habría convertido, según la embajada americana, en un "símbolo de la corrupta influencia del crimen organizado sobre instituciones de importancia."

## Competiciones oficiales entre clubes
- Ligas:
  - Primera división: A PFG - 16 equipos
  - Segunda división: B PFG - 2 grupos con 14 equipos cada uno
  - Tercera división: V AFG - 4 grupos con 18 equipos cada uno
  - Cuarta división: Liga de fútbol regional de Bulgaria - dividida por regiones
- Copa: Copa de Bulgaria
- Supercopa: Supercopa de Bulgaria

## Selecciones de fútbol de Bulgaria

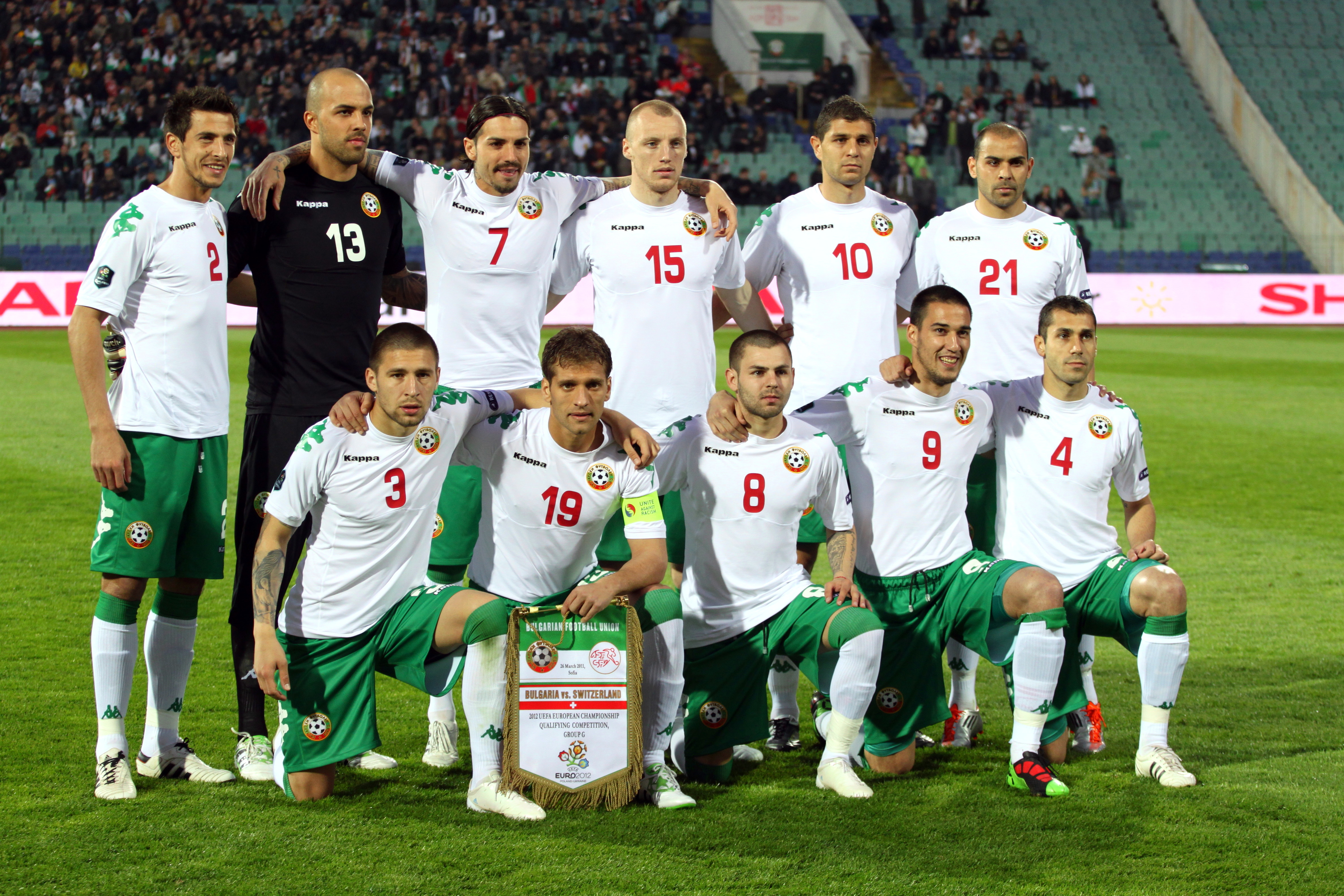
La selección de Bulgaria en un partido de clasificación para la Eurocopa 2012.

### Selección absoluta de Bulgaria
La selección de Bulgaria, en sus distintas categorías está controlada por la Unión de Fútbol de Bulgaria.
El equipo búlgaro, conocido como "los leones", disputó su primer partido oficial el 21 de mayo de 1924 en un partido disputado en Viena contra Austria y venció por cero goles a dos. Desde entonces ha disputado siete Copas del Mundo de la FIFA y dos Eurocopas. Su mejor resultado en una Copa del Mundo fue en 1994, cuando logró alcanzar las semifinales. Sin embargo, jamás ha logrado pasar de la fase de grupos.
El jugador con más partidos disputados es Stiliyan Petrov y el máximo goleador de la selección es Dimitar Berbatov. Hristo Stoichkov —considerado el mejor futbolista búlgaro de todos los tiempos—, Georgi Slavkov y Petar Zhekov son los únicos futbolistas búlgaros que han conseguido la Bota de Oro.

### Selección femenina de Bulgaria
La selección femenina, conocida como "las leonas", no ha logrado clasificarse aún para una fase final de la Copa del Mundo ni de Eurocopa.

## El Derbi Eterno
El Derbi Eterno del fútbol búlgaro lo forman los dos clubes más exitosos del país: el PFC CSKA Sofia y el PFC Levski Sofia. En cada partido de los dos equipos, ya sea en liga, copa o competición europea, existe un ambiente único en el estadio y en los hinchas de ambos equipos.
Desde la fundación de los dos equipos se han disputado 130 partidos oficiales en A PFG, la primera división búlgara. El Levski ha ganado en 53 ocasiones, mientras que el CSKA en 41. El clásico ha terminado en empate en 36 veces. La diferencia de goles es 191 a 175 a favor del Levski. Además, hay resultados históricos que se han dado a lo largo de los enfrentamientos. Dos de los resultados más amplios fueron un 7—2 (17 de noviembre de 1968) y un 7—1 (23 de septiembre de 1994), ambos para el Levski. Por su parte, las victorias más abultadas del CSKA fueron un 5—0 (23 de septiembre de 1959 y 1 de octubre de 1989) y 4—0 (14 de abril de 1957).
El aforo máximo que se ha registrado durante el clásico búlgaro fue el 11 de marzo de 1967, en el Estadio Nacional Vasil Levski y se dieron cita 70.000 espectadores para ver un empate a un gol. La asistencia más baja fue de 8.000 espectadores en el modesto Estadio Balgarska Armiya, el 26 de mayo de 2002 y la victoria fue para CSKA por un gol a cero.